# Vegemite
Vegemite [vedžimajt] je tmavě hnědá australská pomazánka, která obsahuje převážně kvasnicový extrakt. 
Vegemite je obdobou Marmite, která je oblíbená ve Velké Británii, na Novém Zélandu a v Jižní Africe. 

## Historie
V roce 1919 došlo v důsledku první světové války k narušení dovozu pomazánky Marmite z Velké Británie do Austrálie. Australská firma Fred Walker & Co. tedy pověřila svého zaměstnance Cyrila P. Callistera, aby vytvořil pomazánku ze zbytkových kvasnic pivovaru Carltlon&United. Callister vytvořil kvasnicový extrakt, který smíchal se solí a s výtažkem z cibule a celeru, tento nový produkt spatřil světlo světa v roce 1922.
Tvorba obchodního názvu nového produktu proběhla prostřednictvím celonárodní soutěže a vypsané odměny pro autora vítězného názvu. Ten pochází od sester Hildy a Laurel Armstrongových, kterým se pak po zbytek jejich života říkalo „The Vegemite girls“.
Marketing prodeje byl zaměřen především na to, že Vegemite je zdraví prospěšná, což bylo v roce 1939 vzhledem k vysokému obsahu vitamínů skupiny B podpořeno i Britskou zdravotnickou asociací. V období druhé světové války se Vegemite stala součástí stravy australské armády a do konce 40. let mělo Marmite v kuchyni devět z deseti australských domácností.
Receptura Vegemite zůstává nezměněná, v říjnu 2008 byl vyroben její miliardtý kus. Protože licenci vlastní americká firma Mondelēz International, na australském trhu se objevily nové alternativy vyráběné australskými vlastníky, například AussieMite.

## Barva, konzistence, chuť
Barva je tmavě hnědá, konzistence lepivá. Chuť Vegemite je charakterizována jako slaná, mírně nahořklá a umami. Chutí připomíná bujón.

## Nutriční informace
Vegemite je jedním z nejbohatších zdrojů vitamínů řady B, konkrétně obsahuje thiamin, riboflavin, niacin a kyselinu listovou, ale na rozdíl od Marmite neobsahuje vitamín B12. Vegemite neobsahuje žádný tuk, cukr a živočišné produkty. Obsahuje lepek.

## V kultuře
- Mezi Australany a Angličany panuje rivalita a neshoda ohledně Vegemite a Marmite, respektive ohledně chutě výrobků a osobních preferencí.
- Zmínka o Vegemite se objevuje v písni „Down Under“ od australské skupiny Men at Work.
- Píseň o této pomazánce jménem „Vegemite (The Black Death)“ napsala také americká zpěvačka a skladatelka Amanda Palmer.

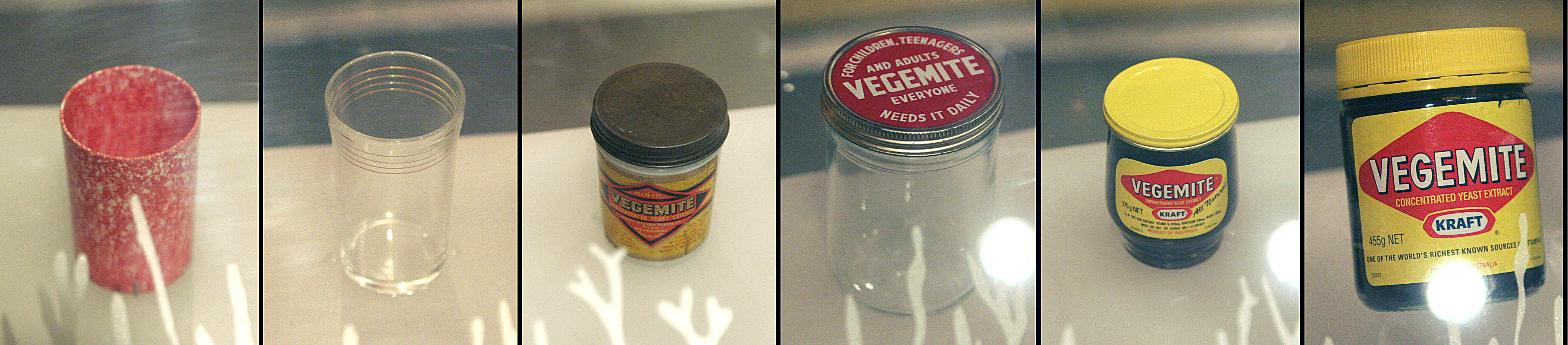
Různá historická balení Vegemite